# Кеннеді (Каліфорнія)
Кеннеді (англ. Kennedy) — переписна місцевість (CDP) в США, в окрузі Сан-Хоакін штату Каліфорнія. Населення — 3223 особи (2020).

## Географія
Кеннеді розташоване за координатами 37°55′45″ пн. ш. 121°14′44″ зх. д. / 37.92917° пн. ш. 121.24556° зх. д. (37.929301, -121.245692).  За даними Бюро перепису населення США в 2010 році переписна місцевість мала площу 3,04 км², уся площа — суходіл.

## Демографія
Згідно з переписом 2010 року, у переписній місцевості мешкали 3254 особи в 768 домогосподарствах у складі 650 родин. Густота населення становила 1069 осіб/км².  Було 853 помешкання (280/км²).
Расовий склад населення:
| - 15,9 % — білих - 7,9 % — азіатів - 6,1 % — чорних або афроамериканців - 0,7 % — корінних американців - 0,1 % — вихідців з тихоокеанських островів - 64,8 % — осіб інших рас |

До двох чи більше рас належало 4,4 %. Частка іспаномовних становила 77,2 % від усіх жителів.
За віковим діапазоном населення розподілялося таким чином: 36,2 % — особи молодші 18 років, 55,3 % — особи у віці 18—64 років, 8,5 % — особи у віці 65 років та старші. Медіана віку мешканця становила 26,8 року. На 100 осіб жіночої статі у переписній місцевості припадало 102,0 чоловіків;  на 100 жінок у віці від 18 років та старших — 103,1 чоловіків також старших 18 років.
Середній дохід на одне домашнє господарство  становив 43 605 доларів США (медіана — 38 088), а середній дохід на одну сім'ю — 44 768 доларів (медіана — 39 779). Медіана доходів становила 30 474 долари для чоловіків та 29 300 доларів для жінок. За межею бідності перебувало 23,7 % осіб, у тому числі 31,5 % дітей у віці до 18 років та 22,1 % осіб у віці 65 років та старших.
Цивільне працевлаштоване населення становило 1118 осіб. Основні галузі зайнятості: транспорт — 14,8 %, будівництво — 13,2 %, виробництво — 11,7 %, науковці, спеціалісти, менеджери — 11,0 %.